# Wälzkörpergetriebe

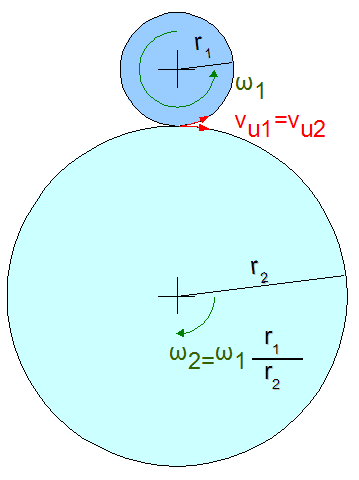
Wälzkörpergetriebe, auch Reibradgetriebe
Reibradgetriebe mit angewinkelten Achsen
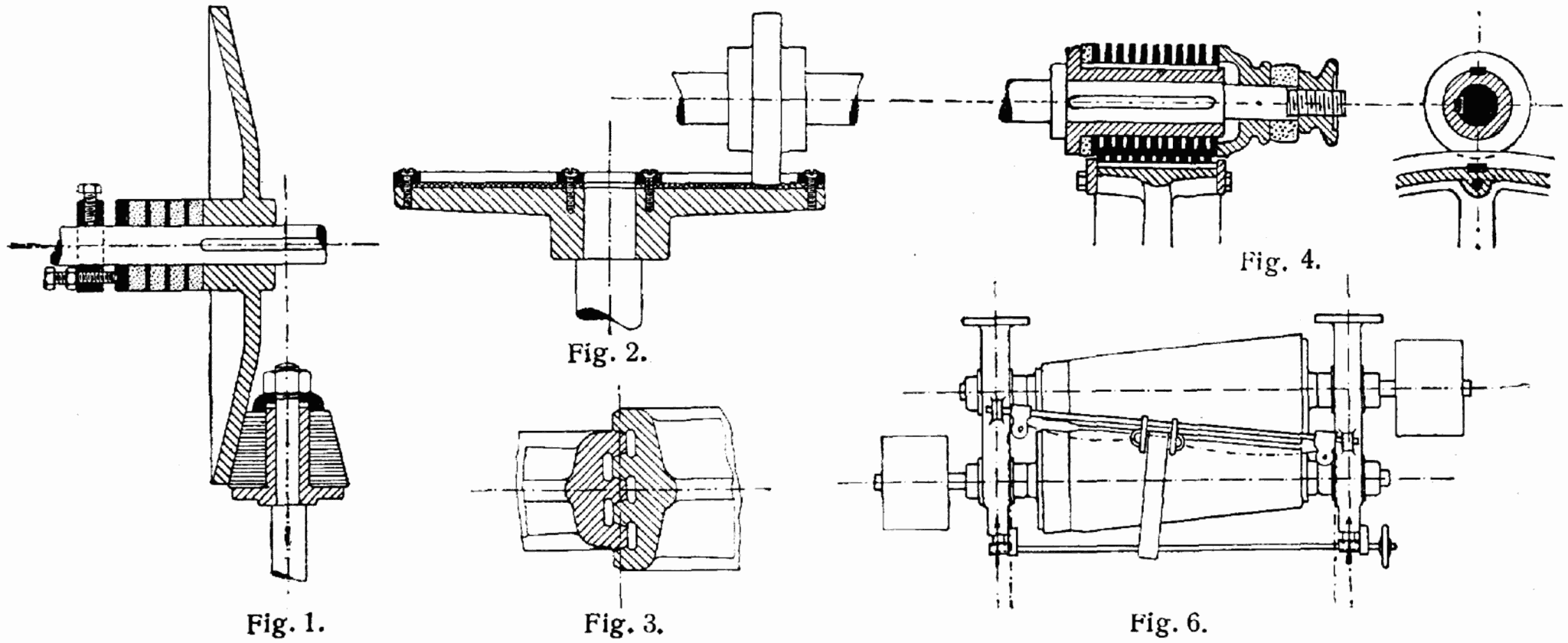
Ausführungen mit veränderlichen Übersetzungen

Wälzkörpergetriebe (auch Reibradgetriebe) bezeichnet Bauformen von kraftschlüssigen Getrieben. Dabei rollen rotationssymmetrische Wälzkörper gegeneinander ab. Als Reibradgetriebe sind Wälzkörpergetriebe in diversen Anwendungsbereichen verbreitet, wobei auch asymmetrische Friktionsflächen und variable Getriebeübersetzungen bekannt sind, deren Kraftschluss wegen Schlupf auch unter 100 Prozent liegen kann.

## Beschreibung
Ein Wälzkörpergetriebe besteht im einfachsten Fall aus zwei Wellen oder Walzen, die aufeinander abrollen (Reibradgetriebe). Reibradgetriebe können auch mit stufenlos veränderlicher Übersetzung gebaut werden. Dann ist eine der Rollen verschiebbar oder schwenkbar und durch diese Bewegung ändern sich die Abrollradien. Getriebe für kleine Leistungen laufen trocken. Bei Getrieben für höhere Leistungen verhindert ein Ölfilm einen direkten metallischen Kontakt zwischen den Körpern. In diesem Ölfilm nehmen mit steigendem Drehmoment die Scherkräfte und der Gradient der Scherkräfte zwischen treibendem und getriebenem Wälzkörper zu.
Das Übersetzungsverhältnis für die Winkelgeschwindigkeiten („Drehzahlen“) verhält sich umgekehrt als die Radien. Wie bei anderen Getrieben auch ist das Übersetzungsverhältnis für das übertragene Drehmoment der Kehrwert des Übersetzungsverhältnisses für die Drehzahl.
Ein Vorteil dieses Getriebes liegt darin, dass die Sicherheitskupplung gleich mit eingebaut ist, da es im Überlastungsfall zum Durchrutschen der Reibpaarung kommt.
Der wesentliche Nachteil liegt darin, dass im Normalbetrieb der Schlupf wesentlich größer ist als bei anderen Getriebearten und dass dadurch der Wirkungsgrad niedriger ist. Unter Umständen ist – je nach Bauart – ein höherer Verschleiß zu verzeichnen. Ein weiterer Nachteil ist, dass die hohen notwendigen Anpresskräfte auch hohe Lagerbelastungen zur Folge haben, auch steigen bei sinkenden Rollradien die zur Übertragung eines Momentes notwendigen Anpresskräfte an, womit einer kompakten und leichten Bauweise Grenzen gesetzt sind.

## Reibradgetriebe
Reibradgetriebe sind eine Bauart von Wälzkörpergetrieben. Dabei rollt ein Rad auf einem anderen Rad oder einem anderen anzutreibenden Körper ab. Je nach Konstruktion und Anwendung ergeben sich unterschiedliche Wirkungsgrade.

## Reibradgetriebe im Automobilbau

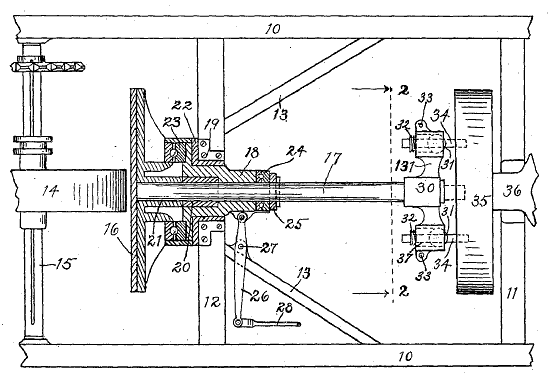
Patentzeichnung des Reibrad-Friktionsgetriebes nach Lambert

Bis in die 1930er Jahre gab es verschiedene Automobilhersteller, die ihre Produkte mit stufenlosen Reibradgetrieben ausstatteten. Als frühe Ausprägung einer stufenlosen Übersetzung kann man die von Lambert 1909 patentierte Erfindung als Vorläufer der Variomatic betrachten. Besonders waren sie vor dem Ersten Weltkrieg bei Cyclecars verbreitet. Frank Anderson Hayes ließ sich 1929 ein stufenloses Reibradgetriebe mit Planetenrollen patentieren. Das Hayes-Getriebe wurde unter anderem für Fahrzeuge von Austin verwendet. Leyland baute ab Mitte der 1980er Jahre ähnliche Getriebe in Lastwagen ein. Die Nachfolger dieser Konstruktion werden heute noch vom britischen Hersteller Torotrak für Land- und Baumaschinen angeboten. In den 1990er Jahren hat Nissan ein solches Getriebe unter dem Namen „Extroid-CVT“ realisiert und in Fahrzeugen eingesetzt.

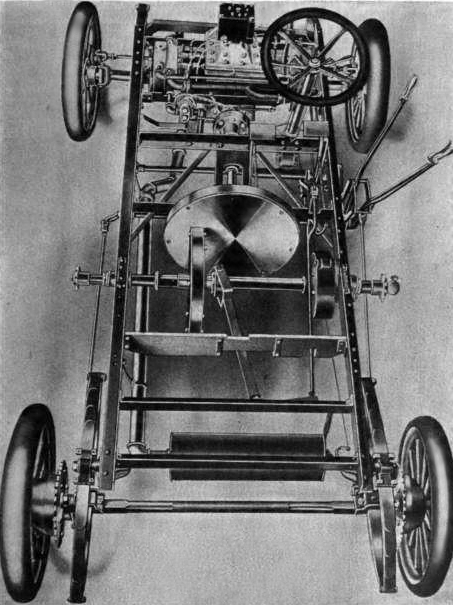
Reibradgetriebe im Automobilbau, Lambert (1906)
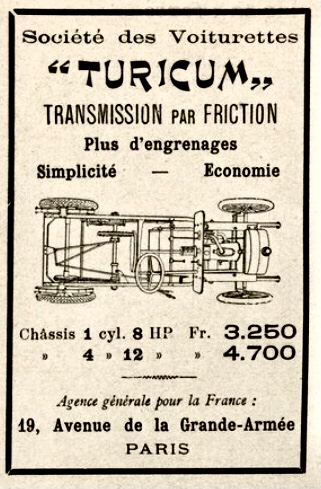
Reibradgetriebe im Automobilbau, Turicum (1906)
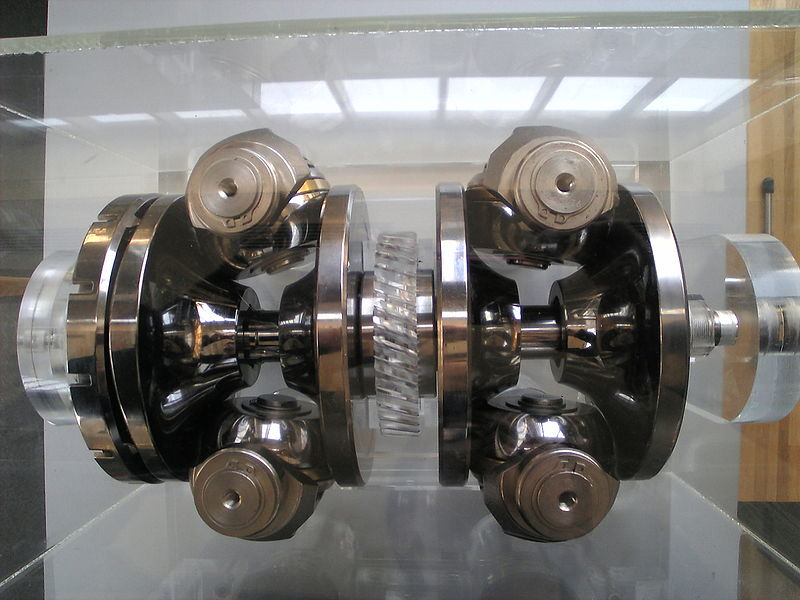
Reibradgetriebe im Automobilbau: Nissan Extroid CVT (2009)

## Reibradgetriebe in weiteren Anwendungsbereichen
Eine verbreitete Anwendung war lange Zeit der Antrieb des Plattentellers bei Plattenspielern. Über ein schaltbares Reibradgetriebe ließen sich kostengünstig, nämlich bei konstanter Drehzahl des Antriebsmotors, unterschiedliche Drehzahlen des Plattentellers realisieren.
Reibradantriebe sind auch für den Antrieb von Fahrgeschäften, wie Riesenrädern und Frisbees weit verbreitet. Als Reibrad dient hierbei ein handelsüblicher Reifen.

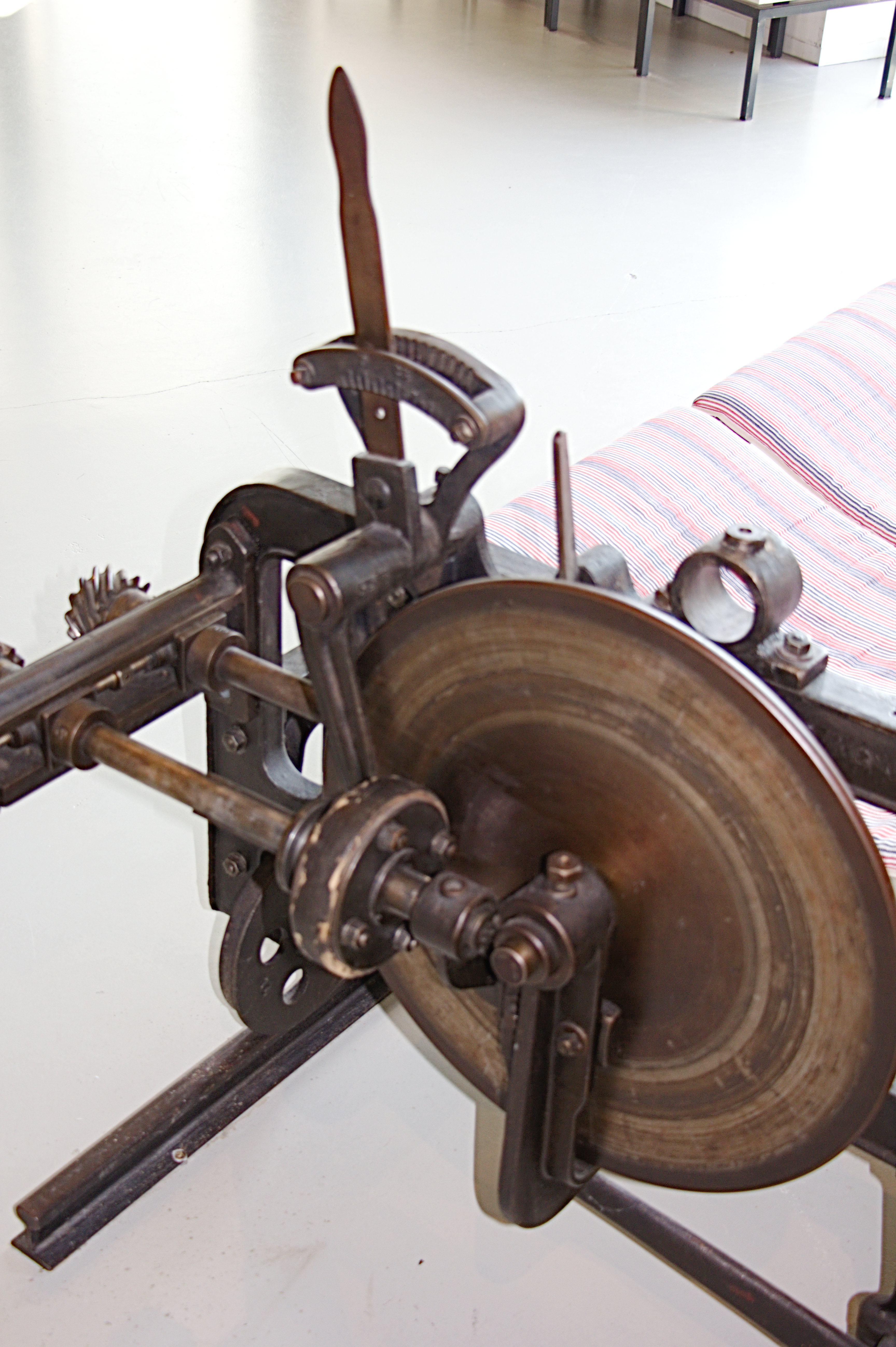
Reibradgetriebe an einer Textilmaschine
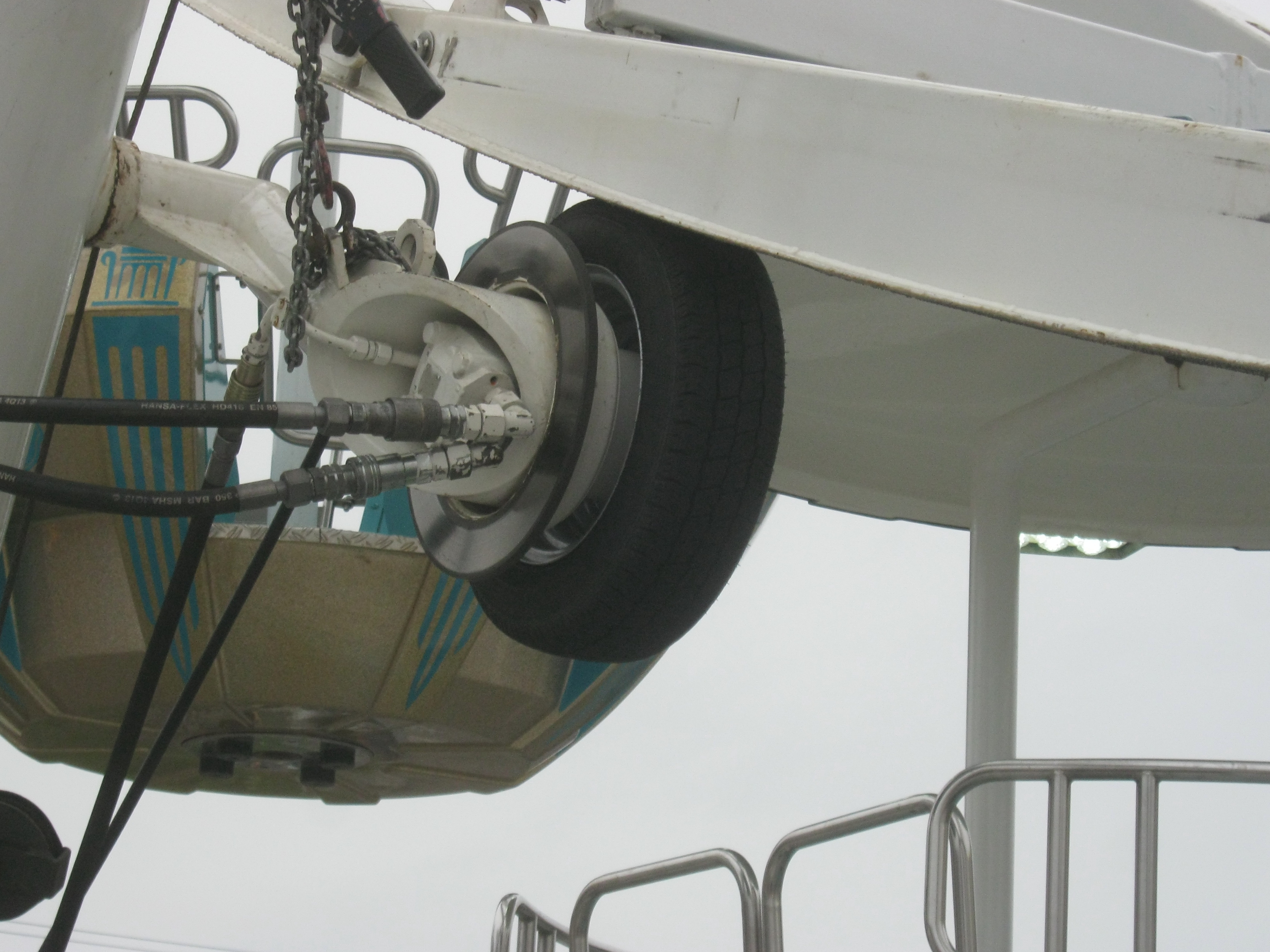
Reibradantrieb eines Riesenrades